# Special Inspector
Special Inspector, auch bekannt als Across the Border, ist ein US-amerikanischer Kriminalfilm mit Charles Quigley und Rita Hayworth aus dem Jahr 1938.

## Handlung
Tom Evans, ein Agent der Regierung, wird beauftragt, einer gefährlichen Bande auf die Spur zu kommen, die in der Nähe der kanadischen Grenze ihr Unwesen treibt. Die Männer der Bande stehlen Lastwagen, um wertvolle Pelze über die Grenze zu schmuggeln, und schrecken dabei auch nicht vor Entführung und Mord zurück. Als bei einem weiteren Coup ein Lastwagenfahrer sein Leben lassen muss, bietet dessen Schwester Patricia Lane den Bundesbehörden ihre Hilfe als verdeckte Ermittlerin an. Tom gelingt es derweil, sich als Fahrer bei einer Lastwagenfirma einstellen zu lassen. Auf diese Weise will er die Verbrecher auf frischer Tat ertappen. Zusammen mit einem anderen Fahrer namens Bill soll er einen Transport über die Grenze machen. Als sie an einer Raststätte Halt machen, um sich für die Fahrt zu stärken, stößt Patricia zu ihnen, die bei ihren Nachforschungen eine Mitfahrgelegenheit sucht. Tom und Bill sind nur zu gern bereit, die hübsche Patricia mitzunehmen. Zu dritt machen sie sich nun auf den Weg. 
Schon bald werden sie von der Schmugglerbande verfolgt und durch eine Umleitung in eine Falle lockt. Während Tom und Bill von den Männern gefangen und gefesselt werden, gelingt es Patricia, in den nahegelegenen Wald zu fliehen und ihren Häschern zu entkommen. Nachdem Tom und Bill von der Bande am Straßenrand zurückgelassen wurden, schaffen sie es, sich aus ihren Fesseln zu befreien. Nun müssen sie per Anhalter zurück in die Stadt. Dort stoßen Tom und Patricia bei ihren Ermittlungen erneut aufeinander, ohne zu ahnen, dass sie beide als Agenten der Regierung arbeiten. Durch die Verfolgung eines Verdächtigen findet Patricia schließlich das Versteck der Bande. Dort wird sie von einem der Kriminellen entdeckt und gefangen genommen. Unterdessen gelingt es Tom mit Hilfe der Polizei, einen Teil der Bande bei einem Schmuggeltransport festzunehmen. Er erfährt nun, wo sich der Rest der Bande aufhält. Nachdem er die restlichen Bandenmitglieder ebenfalls überwältigt hat, ist er überrascht, als er im Versteck Patricia findet, die gefesselt in einer Besenkammer auf Rettung wartet. Er bindet sie los und nimmt sie erleichtert in die Arme.

## Hintergrund
Bereits 1937 in Kanada gedreht, wurde Special Inspector 1938 zunächst nur in Großbritannien veröffentlicht und erst 1939 in den Vereinigten Staaten. 
Charles Quigley war Rita Hayworths häufigster Leinwandpartner in einer Reihe von B-Krimis von Columbia Pictures. Neben Special Inspector spielten sie gemeinsam in Criminals of the Air (1937), Girls Can Play (1937), The Shadow (1937), The Game That Kills (1937) und Convicted (1938). Wie kurze Zeit später bei Convicted trat Edgar Edwards bei Special Inspector sowohl als Drehbuchautor als auch als Nebendarsteller in Erscheinung.

## Kritiken
Ein Kritiker schrieb im Los Angeles Mirror, dass er sich nicht darüber hinwegtrösten könne, „dass [er] das Pech hatte, beim Anschauen von Special Inspector hellwach zu bleiben“. So habe seiner Einschätzung nach „niemand sonst im Kino so unglückselig an Schlaflosigkeit gelitten“ wie er.
Hal Erickson vom All Movie Guide bezeichnete Charles Quigley und Rita Hayworth rückblickend als „den William Powell und die Myrna Loy von Columbias B-Film-Abteilung“. Überraschend sei am Film, „dass er praktisch keinerlei Actionszenen enthält, nicht einmal einen abschließenden Faustkampf“.